# Деневр (Горња Саона)
Деневр (фр. Denèvre) насеље је и општина у источној Француској у региону Франш-Конте, у департману Горња Саона која припада префектури Везул.
По подацима из 2011. године у општини је живело 183 становника, а густина насељености је износила 31,28 становника/km². Општина се простире на површини од 5,85 km². Налази се на средњој надморској висини од 250 метара (максималној 247 m, а минималној 199 m).

## Демографија
| 1962. | 1968. | 1975. | 1982. | 1990. | 1999. | 2011. |
| ----- | ----- | ----- | ----- | ----- | ----- | ----- |
| 98    | 110   | 102   | 115   | 132   | 115   | 183   |

График промене броја становника у току последњих година